# Rio Nabão
Rio Nabão e ponte romana em Tomar
O rio Nabão é um rio português afluente do rio Zêzere que passa na cidade de Tomar. Nasce no concelho de Ansião, no lugar dos Olhos de Água, e a ele junta-se, a cerca de 10 km de Tomar, a nascente do Agroal, já no concelho de Ourém. O rio Nabão desagua na margem direita do rio Zêzere, depois de um percurso de 61,47 km.
A bacia hidrográfica do Nabão tem uma densa rede hidrográfica, onde os principais afluentes para o curso central são: a ribeira do Fárrio, a ribeira de Caxarias, a ribeira da Sabacheira e a ribeira da Bezelga, na margem direita, enquanto na margem esquerda encontra-se a ribeira do Tordo, o ribeiro das Quebradas, a ribeira da Milheira e a ribeira da Lousã.
Ao rio Nabão anda associada a lenda de Santa Iria.
Nos últimos anos o rio Nabão tem sido alvo de descargas poluidoras, com origem em indústrias, entidades gestoras de ETAR's.

## Curso
Nascente
39° 55' 08.1" N 8° 25' 33.1" O
O rio Nabão nasce a uma cota de 205 metros em Olhos de Água, na vila e concelho de Ansião, fazendo parte do Sistema Aquífero Sicó-Alvaiázere.
Percurso
No percurso de cerca de 61,47 km, o rio Nabão segue na maior parte do seu caminho de Norte para Sul. Com um caudal médio de 11,56 m³/s, a área da sua bacia é de 1053 km².
Serras
O leito do rio Nabão tem ligações com a Serra do Sicó, Serra da Ameixieira, Serra da Portela, Serra de Alvaiázere, Serra de Santa Catarina, Serra do Castelo, Serra do Mosqueiro, Serra do Mouro, Serra dos Ariques, Serra Pequena e a Serra da Nova.
Povoações
O percurso do rio Nabão envolve no concelho de Ansião as freguesias de Ansião, Chão de Couce, Lagarteira, Santiago da Guarda e Torre de Vale de Todos; no concelho de Alvaiázere as freguesias de Almoster e Pelmá; no concelho de Pombal a freguesia de Abiul; no concelho de Ourém as freguesias de Formigais, Freixianda e Rio de Couros e no concelho de Tomar as freguesias da Sabacheira, Madalena, Pedreira, Tomar, São Pedro de Tomar, Além da Ribeira e Asseiceira.
Canhão fluvio-cársico

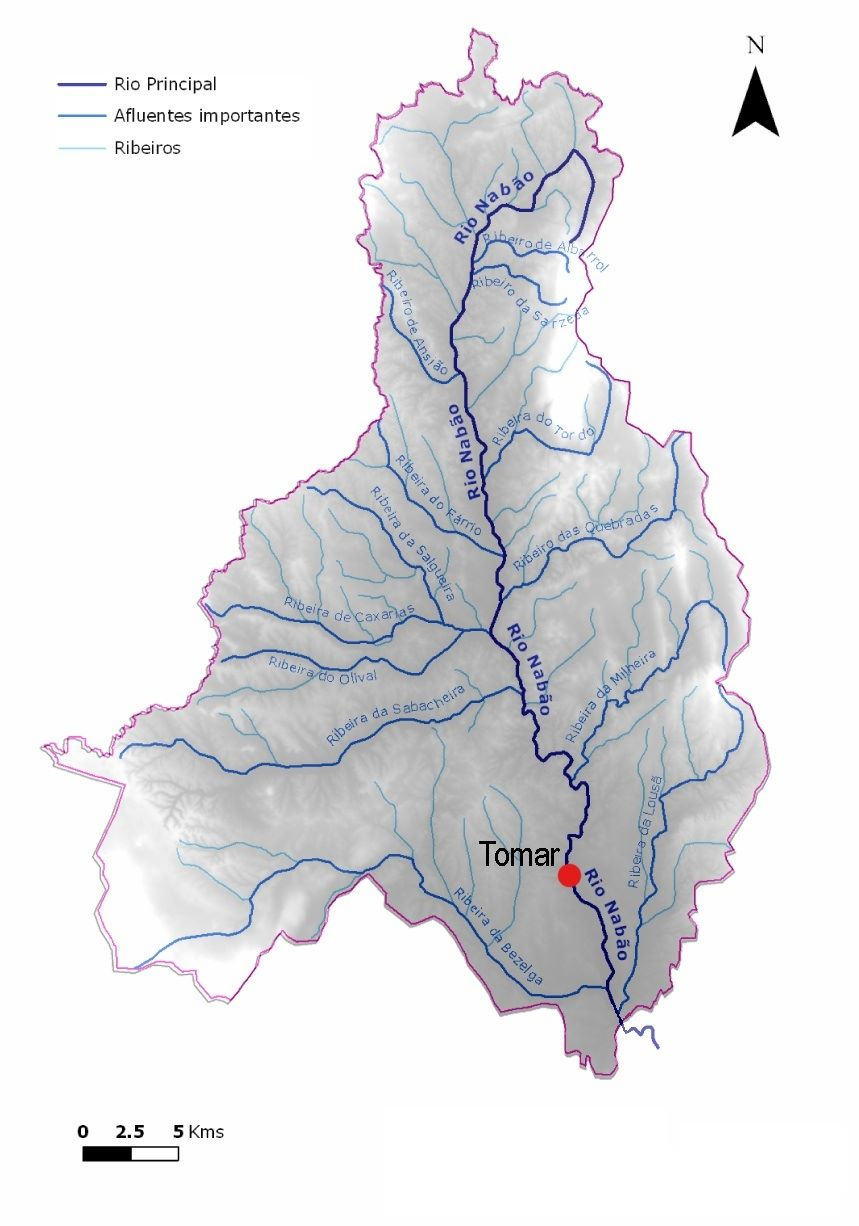
Bacia hidrográfica do rio Nabão

O rio Nabão ao atravessar o Maciço Calcário Estremenho num vale profundo e cavado, apresenta a parte do seu percurso mais natural e quase sem marcas da presença humana (com exceção da antiga Fábrica de Papel de Porto de Cavaleiros, abandonada) e cada vez mais procurada para atividades de turismo da natureza como caminhadas, canoagem, espeleologia e escalada.

Os principais pontos singulares desse percurso são:

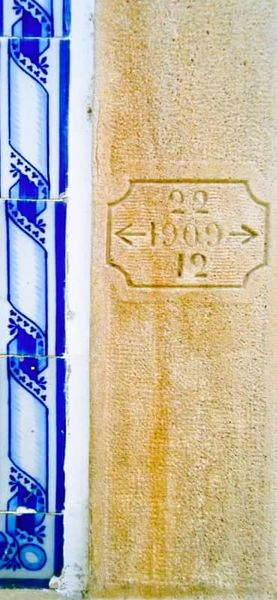
Marca de inundação de 1909 em fachada na rua da Corredoura

- Nascente da Fonte Grande de Formigais;

- Foz da ribeira da Sabacheira;
- Parque Natureza do Agroal;
- Passadiço do Agroal;
- Nascente[9] e praia fluvial do Agroal;
- Captação água Mendacha (iniciados os estudos em 1936,[10] tendo em 2016 sido emitida portaria com a delimitação da área de proteção da captação,[11] em 2021 foram concluídas as obras de abastecimento do reservatório da Mendacha,[12] com abastecimento em alta desde a albufeira do Castelo de Bode, levando consequentemente à desactivação da captação da Mendacha ;
- Nascentes e praia da Mendacha;
- Açude da antiga fábrica de Porto de Cavaleiros;
- Grutas das Lapas;
- Praia fluvial do Sobreirinho;
- Praia fluvial da Fonte do Caldeirão;
- Açude de Pedra e Vala da Fábrica de Fiação;[13]
- Cidade de Tomar;
- Ponte e açude da antiga fábrica da Marianaia;
- Açude da antiga fábrica da Matrena

Afluentes
O rio Nabão tem como principais afluentes na sua margem direita a ribeira da Beselga, a ribeira da Sabacheira (ou ribeira de Seiça), a ribeira do Olival, a Ribeira do Farrio e o Ribeiro de Ansiao.
Na margem esquerda os principais afluentes sao a Ribeira da Lousa, Ribeira da Milheira, Ribeira das Quebradas (ou da Murta) e Ribeiro da Sarzeda.
Foz
39° 31' 13.9" N 8° 21' 20.6" O  O rio Nabão desagua no rio Zêzere junto à localidade de Foz do Rio (Tomar).

## História
O seu nome romano era Nabanus.
Na Idade Média este rio era conhecido também como Tomar ou Thomar e na parte superior era denominado Tomarel. Documentos do século XII atribuídos ao Bispo de Lisboa, D. Gilberto, referem-se a um "Portus de Thomar", na definição dos limites territoriais do Castelo de Cera. Do contexto compreende-se que esta referência corresponde a uma travessia (Portus) de um curso de água, situada provavelmente entre Formigais e Rio de Couros. Em 1542 o "Tombo dos Bens e Direitos da Mesa Mestral", com data de 6 de Maio, por Pedro Álvares, é perfeitamente claro relativamente a esta designação de rio Tomar, ainda em uso na época.
Amorim Rosa fala de registos históricos de grandes cheias em 1550, na segunda metade do século XVII, no final do século XVIII, em 1852 e em 1909.

## Captação de água potável

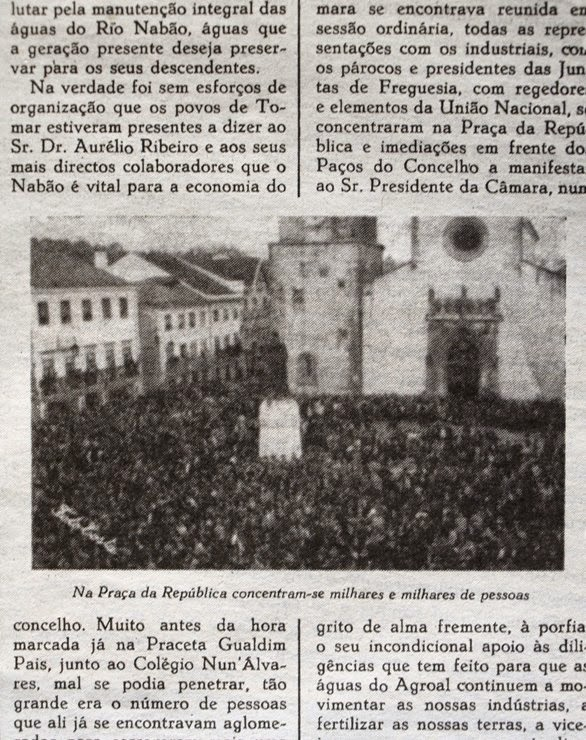
Manifestação contra o desvio do rio nabão (1962)

Ao longo do curso do rio foram instalados equipamentos de captação e tratamento de água, tendo em vista o abastecimento do concelho de Tomar:
Fonte Quente
Mendacha
Projeto (cancelado) de adução de água a Fátima
A 29 de outubro de 1962 realizou-se em Tomar a maior manifestação de sempre. Estava em causa o desvio do rio Nabão, na nascente do Agroal, para Ourém com o objetivo de abastecer de água Fátima.
O povo de Tomar juntou-se e saiu à rua para dar conta do seu descontentamento em relação a esse projeto do governo. A manifestação, à qual se juntaram autarcas e dirigentes, encheu a Praça da República, Corredoura e outras ruas nas proximidades. Perante tantos protestos, o governo não teve outro remédio senão deixar cair o projeto.

## Cheias
Registos de cheias históricas:
Ao longo dos séculos o Nabão registou algumas cheias violentas que causaram grandes estragos nas suas margens, principalmente na cidade.
O estudo hidrológico e hidráulico do rio Nabão realizado no âmbito do Programa Polis da cidade de Tomar faz referência a cheias ocorridas em Tomar, com destaque para três grandes cheias:
- 19 de Novembro de 1852 (cota 51,60), mais ou menos 1,75– 1,80m acima do actual passeio.

- 22 de Dezembro de 1909 (cota 51,45), na cantaria da farmácia Torres Pinheiro está uma placa que assinala a altura de água atingida: cerca de 95 cm acima do nível do calcetamento do passeio.

- 20 de Janeiro de 1941 (a mais pequena das três), na cidade atingiu 1 m de altura.

Outras ocorrências, obtidas nos arquivos históricos e de comunicação social:
- 1550: grande cheia causadora de grande destruição, fazendo ruir dezenas de casas e provocando grandes estragos na Ponte Velha.[17]

- 29 de Janeiro de 1941:

A cheia de 20 de Janeiro de 1941 nos dias que antecederam tinha caído neve logo depois começou a chover cantaros. Na véspera desse dia o rio corria o normal para a época, mas em poucas horas, ganhou tempera e começou levantar com força até que nivelou ao Açude dos Frades, na Ponte Velha, cresceu mais saltou fora do leito meteu-se cidade dentro No restaurante Bela Vista a água atingiu 1 metro de altura. Chegou em Além da Ponte, até à rua do Arco de Santa Iria Foi Corredoura abaixo até à rua dos Moinhos. A rua de Tras, a Levada, a rua dos Estaus, a avenida Marqués de Tomar, eram agora tudo o mesmo rio Nabão.
As travessas (parte da rua dos Moinhos, da rua Pedro Dias, da rua. Nova de S. João. Oleiros, etc., etc. cobertas de água. Inundados por completo o Jardim da Várzea Pequena, o Mouchão, a Horta Torres Pinheiro (hoje Estádio) e a Horta d'El-Rei (hoje Mercado) A ponte de madeira que ligava a Horta d'El-Rei à margem direita do Nabão, apesar de reforçada, partiu-se e foi corrente abaixo Os acessos a Tomar, afectados. Toda a estrada do Entroncamento era rio até à ladeira da Guerreira. O vale do rio, imenso lago. A vida de Tomar quebrava a sua normalidade...
E tal como o Trincão de 1909, em  1941 havia um homem refugiado no cimo dum telhado da Borda da Estrada- conhecido por o Policia. Está figura sempre que existisse uma cheia maior ou menor, teimava ficar em casa e via subir a água, entrar-lhe porta dentro e ala para o telhado. E là surgiam montes de trabalhos, para ir pescar o policia...
- 10 de Fevereiro de 1979 (Estação hidrométrica Fábrica da Matrena Q=473,6m3/s);
- 7 de Dezembro de 2000 (Estação hidrométrica Fábrica da Matrena Q= 544,5 m3 /s), atingiu a cota 50,60 a montante do Açude dos Frades;

- 25 de Novembro de 2006 (Estação hidrométrica de Agroal Q=113,93m3/s; Fábrica da Matrena Q = 328,94 m3/s).

- 12 de Fevereiro de 2014[18]: Estrada de Marmelais cortada ao transito entre a centro de formação profissional e o cemitério de Marmelais; 2 casas habitadas isoladas em carvalhos de Figueiredo, com os seus habitantes monitorizados e em contacto com os serviços de proteção civil e bombeiros;Foz da Beselga, no Moinho Novo, totalmente inundada, estendendo-se até ao inicio da Quinta do Falcão.

A monitorização no Agroal como mecanismo de alerta
Na margem direita do rio, na localidade do Agroal existe uma estação de monitorização da Agência Portuguesa do Ambiente e integrada no SNIRH: Sistema Nacional de Informação de Recursos Hídricos. No entanto, esta estação está fora de serviço desde 2011 o que obriga a que os bombeiros de Tomar e Ourém se tenham que deslocar hora a hora para fazer avaliação visual.
No Outono de 2011, foi intervencionado o Rio a jusante do açude insuflável do Flecheiro, o que aumentou a capacidade de carga do Rio, pelo que o nível crítico de cheia (nível de alerta) deve estar hoje acima dos 3,30 metros no Agroal.
Segundo os serviços de Protecção Civil de Tomar, o registo de nível máximo histórico no Agroal (a 4 horas de distância de água da cidade de Tomar) ocorreu a 31 de Março de 2013 - 5,20m.

## Poluição
- Os focos de poluição do rio Nabão ocorrem em toda a sua bacia hidrográfica, sendo mais evidentes e recorrentemente noticiados na cidade de Tomar. No seu troço superior (Alto Nabão, a montante da nascente do Agroal) são recorrentes os problemas ao longo da ribeira da Sabacheira (ETAR "Seiça", junto à sua foz por falta de capacidade da rede de drenagem, mas também outros focos de poluição de esgotos residuais domésticos, e esgotos industriais e de pecuárias), ribeira  da Quebrada, e problemas semelhantes ocorrem na ribeira de Chãos e próprio curso do rio Nabão.[24] A jusante do Agroal, verificam-se focos de poluição ribeira da Milheira (esgotos domésticos, lagares), industriais e no centro da cidade de Tomar ainda subsiste a separação de esgotos pluviais e domésticos, e parte da rede doméstica do centro histórico ainda descarrega para coletores pluviais e por sua vez para o rio.
- A jusante de Tomar, os problemas também se mantÊm ao longo do curso do rio até ao ZÊzere, bem como focos de poluição com origem na ribeira da Beselga.
- Em 14 de fevereiro de 1974, a RTP emite no programa “Só há uma Terra”, apresentado por Luís Filipe Costa,[25] uma reportagem sobre um gravíssimo incidente de poluição, ocorrido dois meses antes no rio Nabão, a 14 de dezembro de 73. Segundo estimativas da época, terá sido envenenada cerca de 60% da fauna piscícola do rio, sobretudo barbos. A origem do envenenamento era claramente de natureza industrial, apontando-se responsabilidades a uma fábrica de papel entretanto desaparecida, implantada a montante da cidade.

Entrevista a um habitante de Tomar sobre o que viu no dia 14 de Dezembro de 1973, em que houve uma mortandade de peixes no Rio Nabão, causada por águas contaminadas, proveniente de uma fábrica de papel e onde este senhor consegui salvar alguns peixes levando-os para um tanque de água limpa. Pessoas numa ponte sobre o Rio Nabão, a ver o rio cheio de peixes mortos.
Entrevista a Fernando Ferreira, químico, farmacêutico, membro da comissão do rio e organizador dos concursos internacionais de pesca, sobre o que se passou no Rio Nabão, no dia 14 de Dezembro de 1973. Fernando Ferreira conclui, que houve três possibilidades desta mortandade de peixes ser proveniente da fábrica de fiação de Tomar, da fábrica de papel e da fábrica de Porto de Cavaleiros.
Entrevista a Levi da Costa, responsável pelo sector industrial de Porto de Cavaleiros, sobre esta unidade industrial que possui dispositivos anti poluição.
Declarações de Manuel Bento, Presidente da Comissão Municipal de Turismo, sobre a poluição do Rio Nabão, e as medidas a tomar em relação aos esgotos e do lixo de Tomar;
- Em 18 de dezembro de 2019 o assunto foi exposto pelo partido GUE/NGL no Parlamento Europeu, tendo em 2020/02/24 a Comissão Europeia respondido que "(...)  cabe às autoridades portuguesas fiscalizar situações específicas de possível incumprimento e, tendo essas situações fundamento, resolver o problema. A Comissão manterá um registo das aglomerações referidas (..) a Comissão dá prioridade a questões que indiciem, entre outros aspetos, uma falha sistemática no que toca ao cumprimento do direito da UE num Estado-Membro. No momento presente, a Comissão não dispõe de elementos que apontem para tal incumprimento. Caso surjam informações que indiciem uma violação da legislação da UE, a Comissão tomará as medidas que sejam mais adequadas à luz dos critérios estabelecidos na referida comunicação."